# ルーラント・サーフェリー
ルーラント・サーフェリー（Roelant Savery 1576／1578年－1639年2月25日）は、オランダの画家。

## 生涯
コルトレイクの画家一族に生まれる。八十年戦争の戦火を逃れて1585年にハールレムに移住し、やはり画家として活動していた兄・ヤーコブ・サーフェリー（1565～1603）の弟子となる。兄の死後、ルドルフ2世に招かれて1604年にプラハに移り宮廷画家として仕える。皇帝の死後はミュンヘン、ザルツブルク、ウィーンを転々としたのち、1618年にユトレヒトに落ち着いた。1621年には大きな庭のある家を購入、サーフェリーの家はバルタザール・ファン・デル・アストやアンブロジウス・ボスハールトなど多くの画家が集う場所となった。サーフェリーの弟子にはアラールト・ファン・エーフェルディンヘンがいる。
1620年代にはユトレヒトでも最も成功した画家となっていたが、次第に生活上でトラブル（アルコール使用障害と思われるが詳細は不明）を抱えるようになってしまう。1630年代後半まで弟子達を教えていたが、1638年に破産し、その半年後に亡くなった。
鳥獣画を得意とし、現在では絶滅したドードーを描いたことでも知られている。また、風景画にも優れ、神聖ローマ帝国に仕えていた頃は、チロル地方へと風景描写に派遣されることもあった。

## ギャラリー

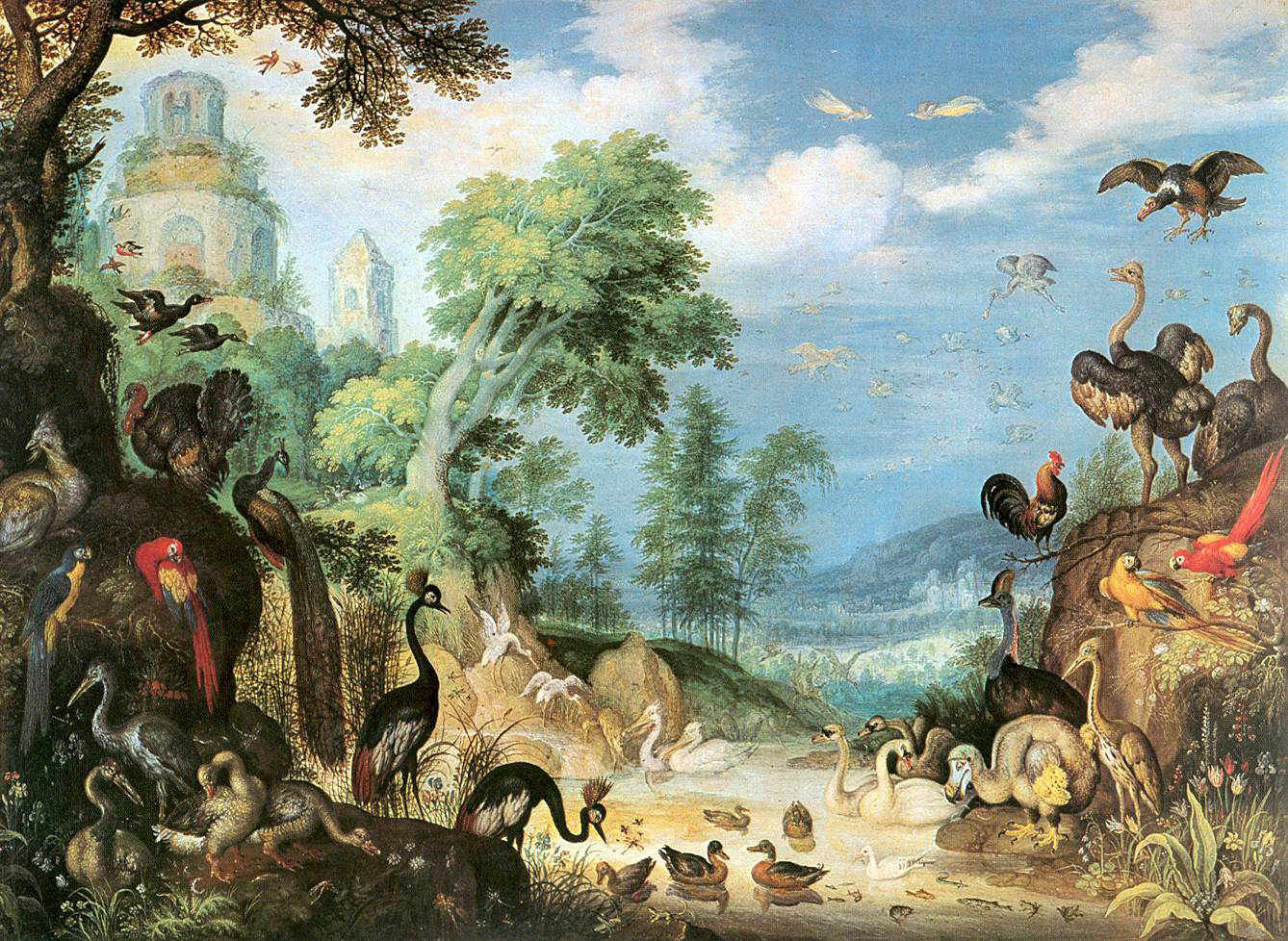
『鳥のいる風景』(1628) 美術史美術館
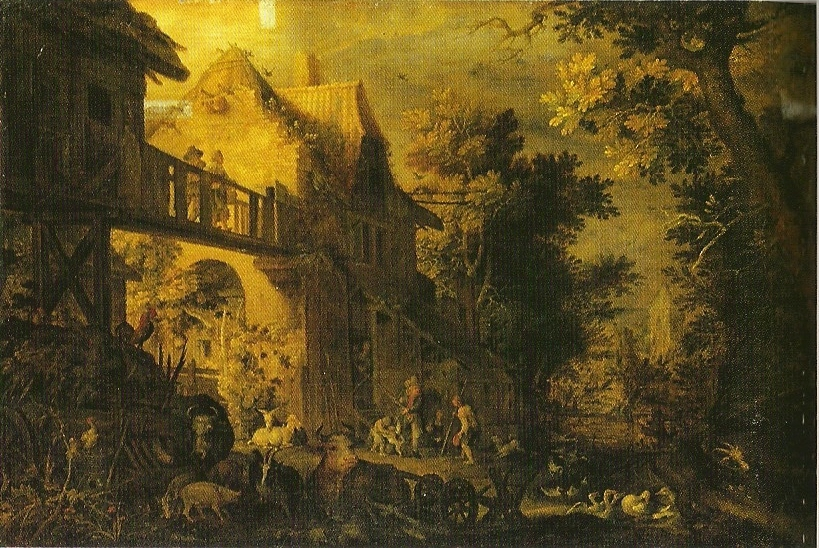
『農家の庭』 (1610年) プーシキン美術館
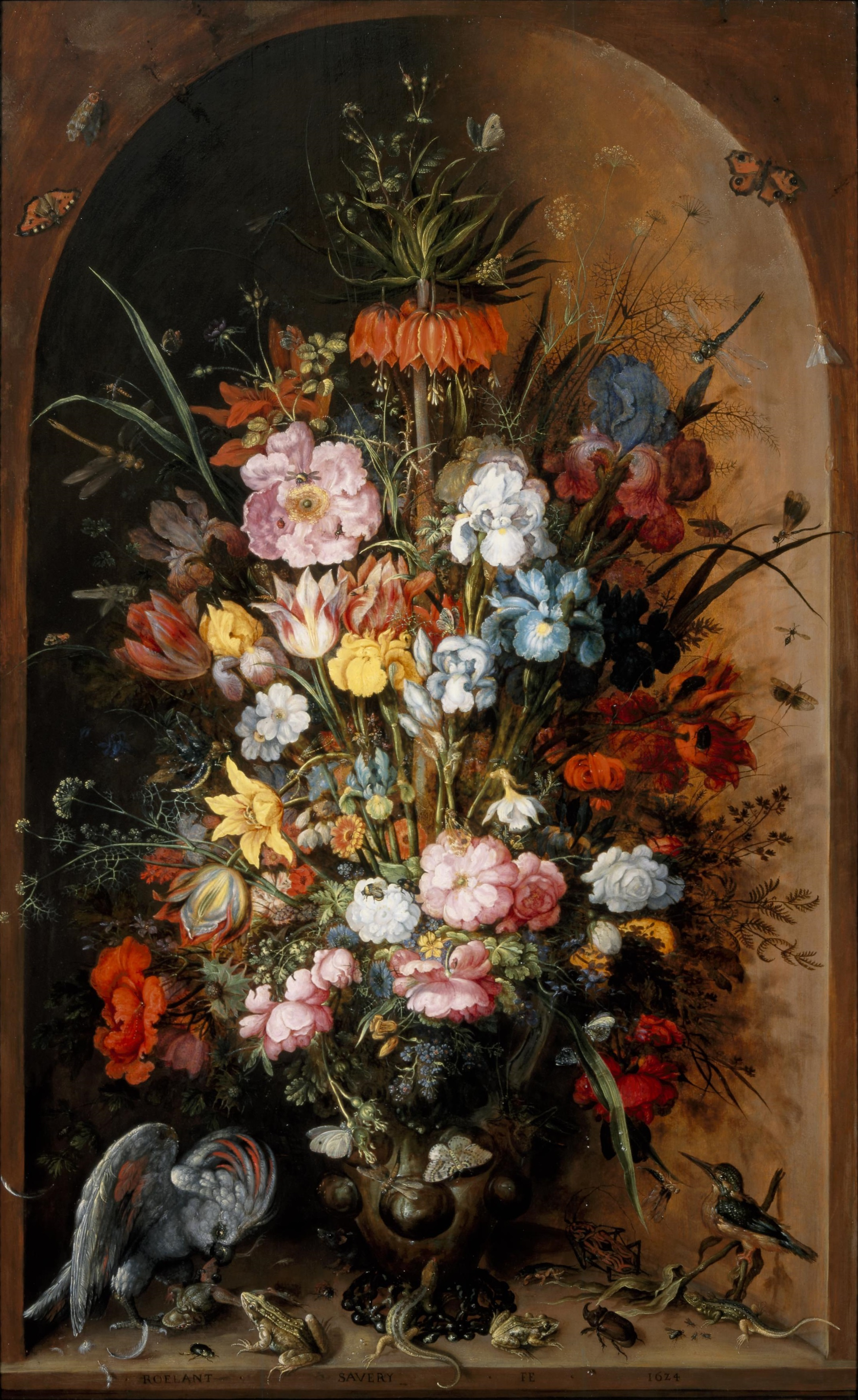
『ブーケ』 (1624年)
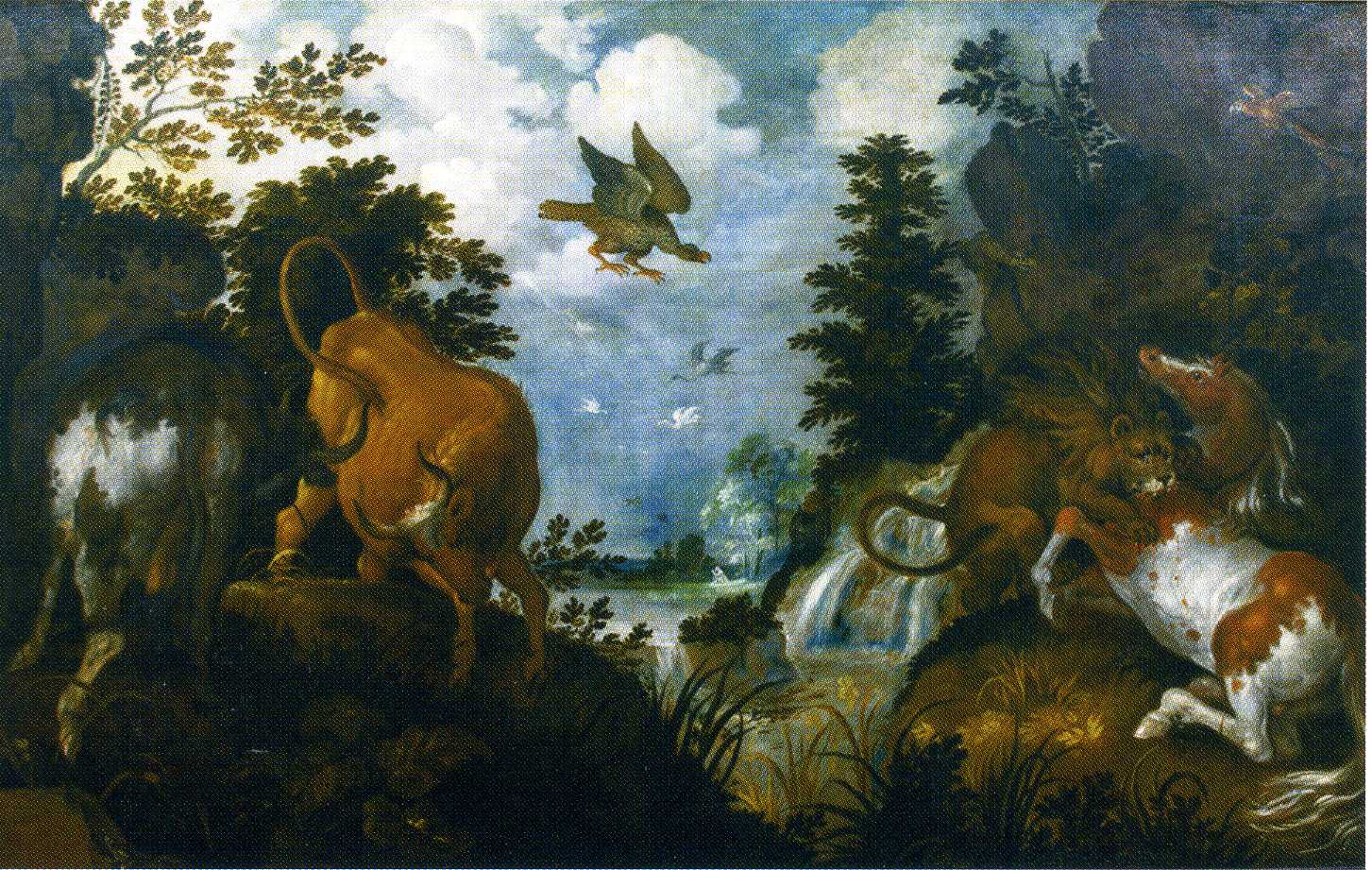
『荒野のエリア』 (1625年)
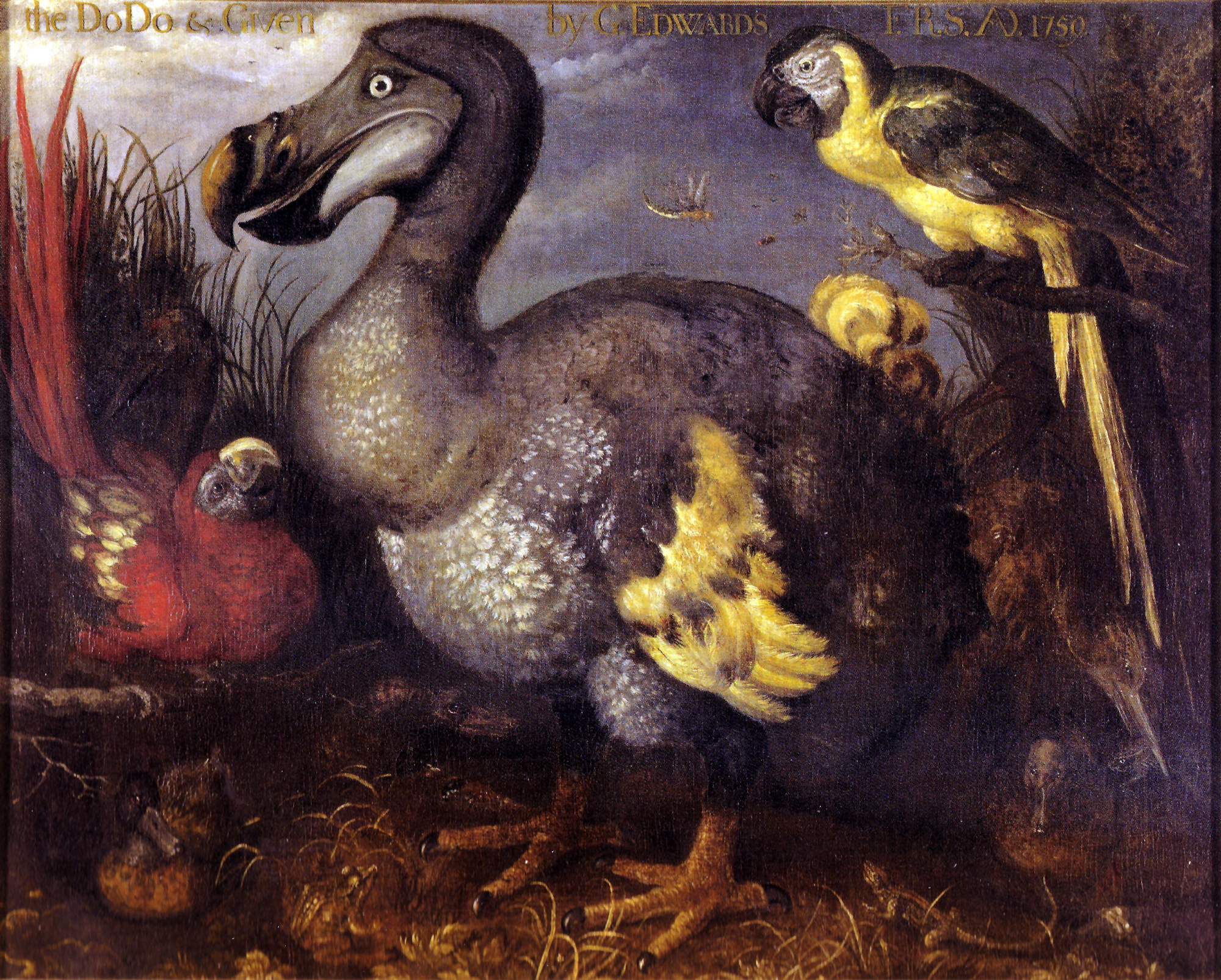
『ドードー』 (1626年)